# Bardon Mill
Bardon Mill – wieś w Anglii, w hrabstwie Northumberland. Leży 47 km na zachód od miasta Newcastle upon Tyne i 412 km na północ od Londynu. W 2001 miejscowość liczyła 364 mieszkańców.